# Wilhelm Schabram
Wilhelm Schabram (* 11. Juni 1916 in Gelsenkirchen; † 17. Januar 1942) war ein deutscher Fußballspieler.
Der Fabrikarbeiter und Schweißer Schabram spielte in der zweiten Hälfte der 1930er Jahre beim FC Schalke 04 in seiner Heimatstadt Gelsenkirchen Fußball. Der linke Verteidiger kam jedoch über die Rolle des Ersatzspielers nicht hinaus. In der Gauliga Westfalen 1937/38 kam er viermal zum Einsatz; in der Meisterschaftsrunde 1938 stand er in zwei Gruppenspielen – gegen SV Dessau 05 und den VfR Mannheim – für Walter Berg respektive für Otto Schweisfurth in der Mannschaft. Im Tschammerpokal 1939 durfte er bei der 3:4-Erstrundenniederlage in Hamburg gegen den SC Victoria ebenfalls für die Blauen auflaufen.
Schabram wurde im Januar 1940 zur Wehrmacht eingezogen und diente zunächst in Frankreich, danach auch im Osten bei der Besatzungstruppe. Er starb im Januar 1942 auf dem Transport zum Verbandsplatz.